# Tarkenee
Tarkenee (in finlandese "Sopporta il freddo") è il terzo singolo del duo finlandese JVG estratto dal quarto album di studio, 247365, anticipandone l'uscita. Il brano è stato pubblicato il 10 luglio 2015 dalla PME Records. La musica è stata composta da Antti Riihimäki, Jukka Immonen e Teemu Brunila mentre il testo è stato scritto dagli JVG.
Il brano è entrato nelle classifiche nazionali raggiungendo la prima posizione nelle classifiche relative ai brani più venduti e ai brani più scaricati. Solo nel giorno della sua pubblicazione su Spotify il brano è stato ascoltato 109 399 volte, battendo il record del singolo di Cheek, Timantit on ikuisia.
Un video musicale è stato girato da Andrei Kipahti presso il porto di Vuosaari e pubblicato su YouTube il 3 agosto 2015. Nel video compaiono Sara Chafak e Siim Liivik, presenti in vecchi singoli del duo.

## Tracce
1. Tarkenee – 3:44 (testo: J. Brand, V.-P. Galle – musica: A. Riihimäki, J. Immonen e T. Brunila[2])

## Classifica
| Classifica           | Massima posizione |
| -------------------- | ----------------- |
| Finlandia            | 1                 |
| Finlandia (digitale) | 1                 |
| Finlandia (radio)    | 10                |